# Spreetreiben

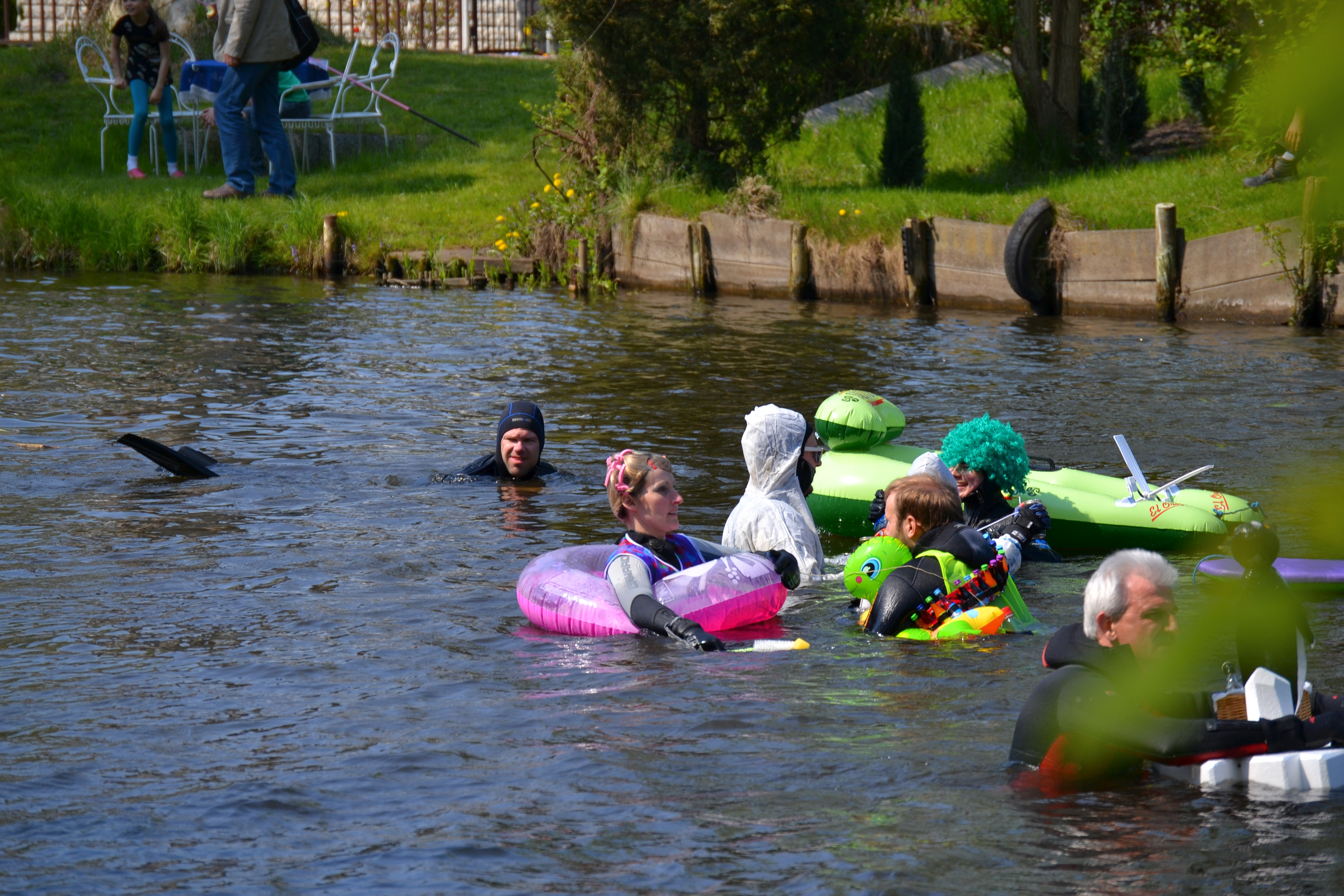
17. Spreetreiben 2014 in Neu Zittau.

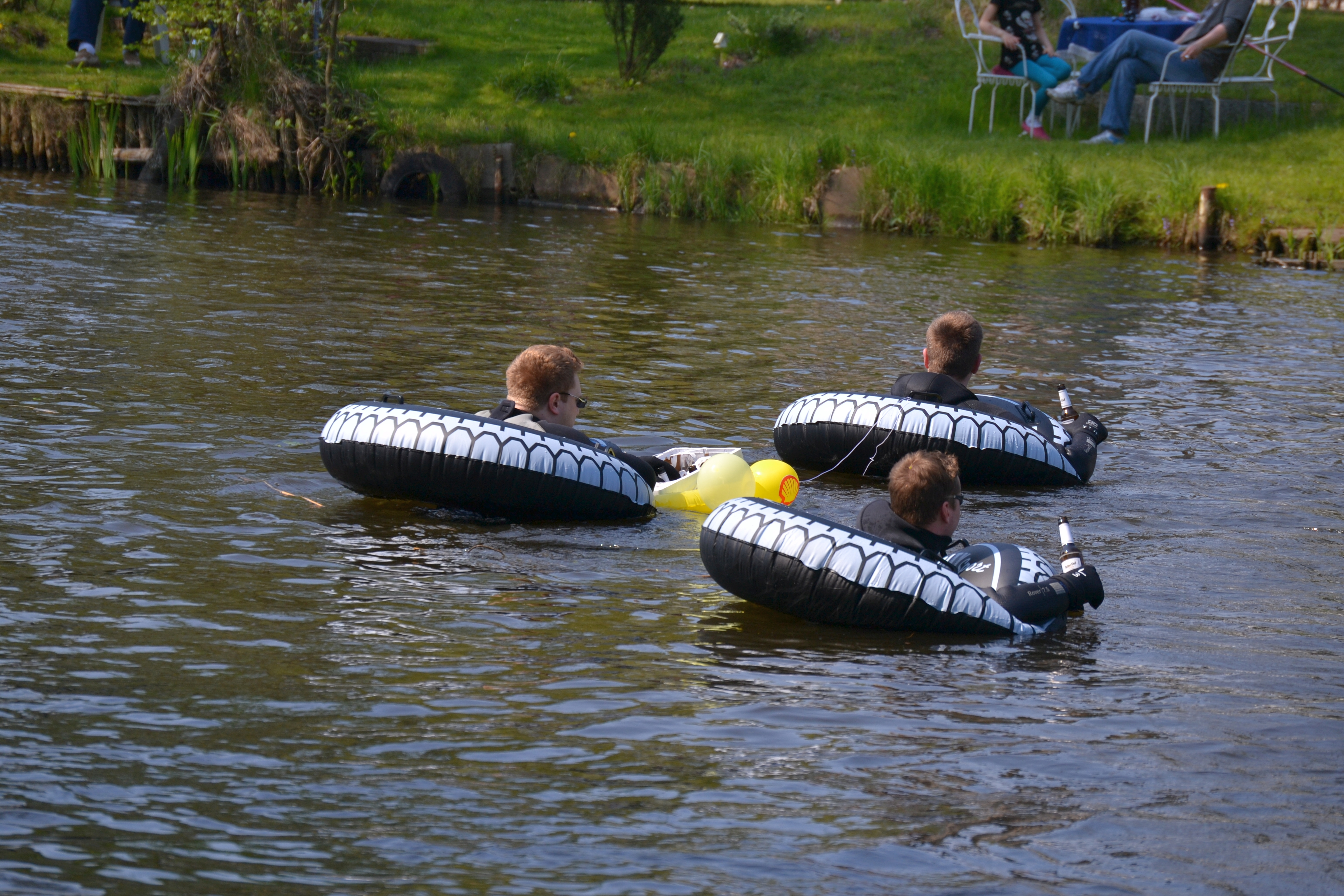
17. Spreetreiben 2014 in Neu Zittau.

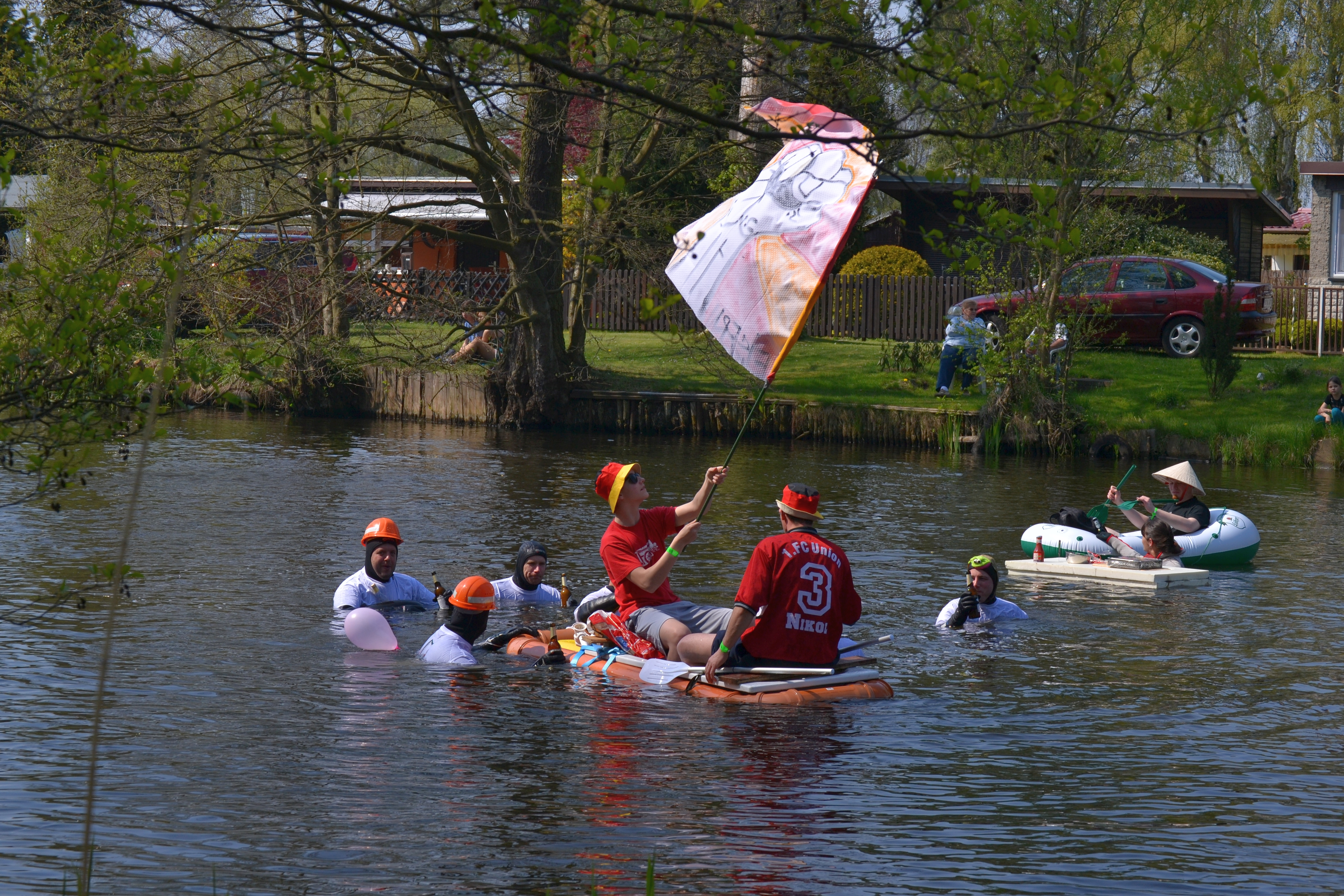
17. Spreetreiben 2014 in Neu Zittau.

Als Spreetreiben wird eine jährliche Veranstaltung im Frühjahr auf der Spree zwischen Neu Zittau und Erkner bezeichnet, die mittlerweile einen Volksfestcharakter erreicht hat.
Erstmals wurde das Spreetreiben 1996 durchgeführt. Zunächst fand es immer am ersten Aprilwochenende statt, schnell wurde zum regelmäßigen Datum aber der Sonnabend des Osterwochenendes.  Der Zug startet zur Mittagszeit an der Spreebrücke in Neu Zittau. Im Zentrum stehen die 50 bis 200 Teilnehmer, die sich in Neoprenanzügen in die kalte Spree wagen und sich stromabwärts Richtung Erkner bewegen. Den Großteil der 4,8 Kilometer langen Strecke können die Treiber die Spreeströmung mit zwei Metern pro Sekunde ausnutzen. Die letzten 900 Meter über den Dämeritzsee zum Strandbad Erkner müssen allerdings ohne unterstützende Strömung geschwommen oder gefahren werden. Begleitet werden sie von meist bunt geschmückten Booten, Flößen und anderen wassertauglichen Bauten und Schwimmhilfen, was insgesamt einen bunten Zug zusammenbringt. Dieser Eindruck wird noch dadurch unterstützt, dass viele der Teilnehmer kostümiert sind. Die Geschwindigkeit, mit der die von bis zu 5000 Zuschauern gesäumte Strecke zurückgelegt wird, spielt keine Rolle, es gibt keinen Wettbewerb um vordere Positionen oder schnelle Zeiten auf dem Weg. Die bekannteste Teilnehmerin war die frühere brandenburgische Ministerin Regine Hildebrandt.
Im Strandbad Erkner, wo danach bis in die Nacht weitere Osterfeierlichkeiten einschließlich eines Osterfeuers und eines Feuerwerks begangen werden, erhalten die Teilnehmer eine Medaille beziehungsweise eine Urkunde für ihre Teilnahme, die Führer der interessantesten Gefährte einen Preis in Form eines kleinen Baumstammes mit Biberspuren. Der Biber ist das Maskottchen des Organisationsvereines, dem 1999 gegründeten Tauchverein Biber Erkner. Für die Sicherheit auf der Strecke sorgen die Feuerwehren aus Erkner, Grünheide, Woltersdorf und Schöneiche sowie das Technische Hilfswerk. 
2010 fiel die Veranstaltung aus, da sich der organisierende Verein außer Stande sah, eine Veranstaltung dieser Größe noch zu organisieren und zudem die Gefahren, die sie mit sich bringt, aufzufangen. Insbesondere der Alkoholkonsum mancher Teilnehmer, die am Ende noch 900 Meter ohne unterstützende Strömung über den Dämmeritzsee schwimmen mussten, bereitete Probleme. 2013 musste das 16. Spreetreiben aufgrund der Witterungsbedingungen (Wassertemperatur von zweieinhalb Grad) stark verkürzt werden.
Seit 2002 gibt es ein weiteres Spreetreiben in Lübben, das vom Deutschen Roten Kreuz organisiert wird.